# Rotimi Peters
Rotimi Peters (né le 18 décembre 1955) est un athlète nigérian spécialiste du 400 mètres.

## Carrière

### Palmarès
| Date | Compétition           | Lieu        | Résultat | Performance   |
| ---- | --------------------- | ----------- | -------- | ------------- |
| 1984 | Jeux olympiques d'été | Los Angeles | 3e       | 2 min 59 s 32 |

### Records
| Épreuve    | Performance | Lieu | Date |
| ---------- | ----------- | ---- | ---- |
| 400 mètres | 45 s 6      |      | 1982 |